# Honest (The Chainsmokers)
Honest è un singolo del gruppo musicale statunitense The Chainsmokers, pubblicato l'11 luglio 2017 come quarto estratto dal primo album in studio Memories...Do Not Open.

## Tracce
1. Honest (Tritonal Remix) – 4:19
2. Honest (Lifelike Remix) – 3:08
3. Honest (Rootkit Remix) – 3:10
4. Honest (SAVI Remix) – 3:27
5. Honest (Gil Glaze Remix) – 3:32
6. Honest (Maliboux and UNKWN Remix) – 3:34